# Shakrunnissa Begum
Shakrunnissa Begum (anche nota come Shakralnisa Begum; Agra, ... – Agra, 1º  gennaio 1653) è stata una principessa indiana, figlia di Akbar, terzo imperatore Moghul.

## Biografia
Shakrunnissa Begum nacque a Fatehpur Sikri (Agra), da Akbar, terzo imperatore Moghul, e dalla consorte Bibi Daulat Shad. Suo fratello Jahangir, che successe al trono, la descrisse come una ragazza in salute e amabile, dotata di grande compassione.
Il 2 settembre 1594, nel palazzo della nonna paterna Hamida Banu, Shakrunnissa sposò Shahrukh Mirza, governatore di Malwa, figlio di Ibrahim Mirza, figlio di Sulaiman Mirza di Badakhshan e Haram Begum. La nonna paterna di Ibrahim era Muhtarima Khanum, figlia di Shah Muhammad Sultan Jagatai (nipote di Mahmud Khan) e Khadija Sultan Khanum (figlia di Ahmad Alaq). Al momento delle nozze, Shahrukh era già sposato con la cugina di Shakrunnissa, Kabuli Begum, figlia di Hakim Mirza. Shakrunnissa diede al marito quattro figli, i gemelli Hasan Mirza e Husayn Mirza, Sultan Mirza e Badiuzzaman Mirza, e tre figlie, rimanendo poi vedova nel 1607.
A quel punto tornò a vivere alla corte di suo fratello Jahangir, salito al trono due anni prima, e, insieme alle matrigne Mariam e Salima, ottenne da lui il perdono per il suo ribelle figlio maggiore, Khusrau Mirza.
Shakrunnissa morì il 1° gennaio 1653, mentre si preparava a partire da Agra verso Shahjahanabad. Fu sepolta nella tomba di suo padre.